# Zobor
Zobor (586,9 m n.p.m.) – wapienny szczyt wyznaczający południowo-zachodni kraniec pasma górskiego Trybecz na Słowacji. Jego masyw wbija się klinem w obszar Niziny Naddunajskiej, przylegając do północnych osiedli Nitry. Stanowi, obok Žibricy (617 m n.p.m.) jedną z dwóch dominant niewielkiej, wyraźnie wyodrębniającej się w terenie grupy górskiej Zoboru.
Niespełna 500 m na pd.-zach. od głównego szczytu góry, oddzielone od niego płytką przełęczą zwaną Sedlo pod Zoborom, znajduje się spiętrzenie krótkiego, szerokiego i obłego grzbietu, określane dziś jako Pyramída (pol. Piramida, 533,8 m n.p.m.). Ok. 750 m na pd.-zach. od niej i znacznie niżej z mało rozczłonkowanych zboczy masywu w kierunku pd.-zach. wysuwa się króciutkie ramię, którego lokalne spiętrzenie nosi nazwę Malá skalka (405,5 m n.p.m.).
Góra wchodzi w skład obszaru chronionego krajobrazu Ponitrie. Część zachodnich zboczy objęta jest ochroną jako rezerwat przyrody Zoborská lesostep. Na pn.-zach. grzbiecie góry, ok. 800 m od jej wierzchołka rozległe łąki, częściowo wchodzące w skład wspomnianego rezerwatu. Sztucznego pochodzenia (powstały kilka wieków temu przez karczowanie lasów dla celów pasterstwa), otoczone są dębowo-grabowymi i sosnowymi lasami. Biegnie przez nie, a następnie przez szczyt Zoboru na pn.-wsch., aż na wierzchołek Žibricy, ścieżka dydaktyczna.
Pierwsze wzmianki o szczycie pojawiają się w latach 1111-1113, jako de Zuburiensis. Nazwa być może wywodzi się od mitycznego słowiańskiego władcy tego rejonu - Zobora, który rezydował na górze. W lasach wokół szczytu znajdują się pozostałości długiego na ok. 3 km systemu wałów ziemnych wczesnośredniowiecznego grodziska refugialnego.

## Pyramída
Na niektórych starszych mapach dzisiejszą Pyramídę określano nazwami Veľká skala (być może jako opozycję dla wierzchołka Malá skalka) lub Karasova skala. Obecną nazwę otrzymało to wzniesienie po wybudowaniu na nim przez Węgrów w 1896 r. pomnika milenijnego dla uczczenia tysiąclecia ich przybycia na tereny nad Cisą i Dunajem. Obiekt w formie obelisku (“piramidy”) miał pierwotnie 20,6 m wysokości i został obalony przez Słowaków w 1921 r. jako niechciana pamiątka po okresie madziaryzacji tych ziem. Zachowała się okrągła podstawa i rozrzucone kamienne bloki. Obok nich wznosi się zbudowana w 1993 r. nowa wieża nadajnika telekomunikacyjnego. W latach 1970–1993 r. na Pyramídę wjeżdżał z Zoboru wyciąg krzesełkowy, który obecnie jest nieczynny i zdewastowany. Planuje się uruchomienie nowego.
Wierzchołek Pyramídy zbudowany jest z kwarcytów. Rozciąga się z niego szeroka panorama, obejmująca całą pd. część widnokręgu. Pod szczytem, po stronie południowej i południowo-wschodniej, zespół utworów skalnych zwanych dawniej Pod veľkou skalou, popularnych od początku l. 50. XX w. jako tereny wspinaczkowe. Trenujący tu wspinacze nadali im nazwy: Veľké skaly, Amfiteáter, Malá veža, Čierna brána, Hadinec, Kania skala, Veľký žľab, Okno, Ohnisko, Knižnica, Čierny previs. Najbardziej charakterystyczny blok skalny we wsch. części kompleksu, przy granicy lasu, nosi nazwę Pribinova veža – można się w nim dopatrzyć podobieństwa do głowy w koronie, utożsamianej z głową nitrzańskiego księcia Pribiny. Jego ścianami prowadzi ponad 20 dróg wspinaczkowych o trudnościach od II do V w skali UIAA.

## Malá skalka
Wypiętrzenie Małej Skałki zbudowane jest również z kwarcytów. W jego pd.-zach. zboczu znajduje się stary, nieczynny już kamieniołom, wykorzystywany w czasie budowy linii kolejowej Zbehy – Zlaté Moravce. Dno niecki kamieniołomu wykorzystywane jest dziś powszechnie przez mieszkańców Nitry jako ulubione miejsce piknikowe (możliwość palenia ognisk).
Zach. i pn. zboczami spiętrzenia biegnie leśna droga gospodarcza z pn.-zach. przedmieść Nitry na szczyt Pyramídy (niedostępna dla pojazdów samochodowych).

## Turystyka
Wszystkie trzy wierzchołki w masywie Zoboru oferują rozległe widoki, z tego też względu, jak i z uwagi na bliskość dużego miasta (Nitra) są często odwiedzane. Z Nitry prowadzą na szczyt dwa szlaki turystyczne - czerwono  znakowana dalekobieżna Ponitrianska Magistrála, biegnąca z centrum miasta przez Małą Skałkę oraz szlak  niebieski, idący z Zoboru przez Pyramídę. Na skraju łąk na pn.-zach. ramieniu góry (granica rezerwatu Zoborská lesostep) rozdroże szlaków turystycznych, zwane Tri duby (pol. Trzy dęby). Schodzi przez nie wspomniany szlak niebieski, natomiast na szczyt wiedzie tędy od strony zach. przez Meškov vrch (449 m n.p.m.) trzeci szlak -  zielony.